# Harry Potter a relikvie smrti
Harry Potter a relikvie smrti (anglicky Harry Potter and the Deathly Hallows) je v pořadí sedmá kniha ze série Joanne Rowlingové o čarodějnickém učni Harrym Potterovi.
Kniha odpovídá na mnoho otázek nastolených v předchozích dílech a probíhá zde také závěrečná bitva celé série – Harry proti černému mágovi lordu Voldemortovi.
Kniha zlomila rekord v počtu prodaných výtisků v první den po vydání – během prvních 24 hodin po uvedení si ji koupilo 11 milionů čtenářů.

## Překlad
Český překlad knihy, který vytvořil Pavel Medek, vydalo nakladatelství Albatros 31. ledna 2008, půl roku po vydání anglického originálu. Na internetu se však krátce po zveřejnění anglického vydání začal objevovat neoficiální (a nelegální) český překlad knihy. Zřejmě nejrychlejší skupina fanoušků (označovala se jako „Fénixův tým“) dokončila svůj kolektivní překlad 2. srpna těsně před půlnocí (tj. čtrnáct dní po vydání anglické knihy).
Závěrečný díl Harryho Pottera Albatros vydal na papíru s certifikátem FSC. Na základě požadavku Joanne Rowlingové, aby její knihy vycházely na papíře šetrném k životnímu prostředí, vyšlo již několik knih série na certifikovaném papíře ve Velké Británii i Německu. Překlady sedmého dílu vyšly na ekologickém papíře již v šestnácti zemích. V České republice jde o první takovouto publikaci.

## Děj
Na začátku příběhu Harry stěhuje svou tetu, strýce a bratrance do bezpečí, jelikož se obává, že po nich půjdou Smrtijedi hned poté, co Harry dovrší kouzelnické plnoletosti (17 let) a vyprší kouzla, která ho chránila. Samotný Harry se přesouvá od Dursleyů k Weasleyům. Přesun organizuje Fénixův řád a celé akci velí bystrozor Alastor Moody. K přesunu nemohou použít přemístění, přenášedlo ani letaxovou síť, jelikož vše je pod správou ministerstva. To sice ještě Voldemort plně neovládá, ale má zde řadu informátorů, kouzelníků pod kletbou Imperius, a hrozilo by vyzrazení. Přesun je tedy riskantně proveden na košťatech. Pro zmatení případných pronásledovatelů vypije dalších šest Harryho přátel mnoholičný lektvar a promění se tak v Harryho. V honičce se Smrtijedy (kterým předtím Severus Snape prozradí datum přesunu) zahyne Alastor Moody a Harryho sova Hedvika. U Weasleyů Harry smutně oslaví své sedmnácté narozeniny, spolu s Ronem a Hermionou dostanou od ministra kouzel předměty, které jim odkázal Brumbál ve své závěti. Brumbál s Ministerstvem nespolupracoval a nechtěl jim prozradit nic o viteálech, ani svém plánu na zničení pána zla, proto lidé z Ministerstva předměty dlouho zkoumali v domnění, že najdou nějakou tajnou zbraň nebo indicii k jejímu nalezení. To se ale nestalo, a tak museli dědictví vydat. Hermiona dostala knížku bajek, Ron zatemňovač a Harry zlatonku, kterou chytil při svém prvním zápasu. Měl dostat také meč Godrika Nebelvíra. Ten ale Ministerstvo nevydalo s odůvodněním, že patří škole čar a kouzel v Bradavicích a nikoli Brumbálovi. Proto ho ani nemůže nikomu odkázat. Ministr poté mluví pouze s Harrym a snaží se ho přimět ke spolupráci s ministerstvem. Ten ale odmítá. Harry a jeho přátelé se zúčastní svatby Billa a Fleur. Harry je maskován pomocí mnoholičného lektvaru. Je svědkem roztržky mezi Krumem a Xenofiliusem Láskorádem - otcem Lenky Láskorádové. Také vyslechne pomluvy na adresu Brumbála z úst Ronovy tety Muriel. Svatba je po nějaké době přerušena zprávou o pádu Ministerstva kouzel, smrti ministra a příchodem Smrtijedů.
Ron, Hermiona a Harry utečou a uchýlí se do mudlovské kavárny, kde jsou ale vypátráni Smrtijedy. Nakonec najdou útočiště v domě Blackovy rodiny na Grimmauldově náměstí 12. Hermiona se ukáže jako opravdu velice schopná a předvídavá čarodějka. Všechny potřebné věci k pátrání po viteálech včetně hromady knih, stanu, lektvarů apod. naloží do malé očarované korálkové kabelky, kterou má stále u sebe. V domě najdou domácího skřítka Kráturu a zjistí, že právě on a Regulus Arcturus Black, Siriusův bratr, vzali Voldemortův viteál z podzemního jezera. Dotyčný medailon ale v domě už není. Harry přikáže Kráturovi, aby našel Mundunguse Fletchera, kterého podezírá, že medailon ukradl.
Fletcher je přivlečen Kráturou a řekne triu, že medailon dal jako úplatek kouzelnici, odpovídající popisu Dolores Umbridgeové. Harry, Ron a Hermiona se na základě toho vydají v přestrojení na Ministerstvo kouzel, které je toho času už pod úplnou kontrolou Smrtijedů a zabývá se výslechy a utlačováním kouzelníků mudlovského původu. K přestrojení použijí mnoholičný lektvar. Čekají u vchodu na ministerstvo, omráčí dva kouzelníky a jednu čarodějku a díky lektvaru změní podobu. Po proniknutí na ministerstvo se jim plán ale hroutí. Ron se změnil v kouzelníka, který měl doprovodit svou manželku – mudlovskou čarodějku – k výslechu. To ale přestrojený Ron nestihl, protože musel na rozkaz jednoho ze Smrtijedů likvidovat deštivé kouzlo v jeho kanceláři. Musel se tedy od ostatních oddělit. Hermiona se promění v drobnou čarodějku, která má za úkol asistovat u výslechu. Ten vede Umbridgeová, která ji také odvede do výslechové místnosti. Harry se změní v postavu mohutného Smrtijeda, který budí u ostatních pracovníků ministerstva respekt. Díky neviditelnému plášti se dostane do kanceláře Dolores Umbridgeové, kde hledá medailon. Všimne si, že ve dveřích je v otvoru pro kukátko čarodějné oko zabitého bystrozora Moodyho. Rozhodne se ho vzít s sebou, což se nakonec ukáže jako veliká chyba. Poté se Harry potkává s Ronem a společně míří k výslechové místnosti pro Hermionu. Společně omráčí Umbridgeovou a vymění viteál za kopii. Všichni prchají i s osvobozenou vyslýchanou čarodějkou. To už ale o vetřelcích ví celé ministerstvo a Harry, Ron a Hermiona jen tak tak unikají.
Při přemístění do domu na Grimmauldově náměstí se Hermiony chytí jeden Smrtijed. Tím je ochrana domu narušena. Hermiona se pohotově přemístí jinam. Při tom ale nastane nehoda a u Rona dojde k odštěpu. Hermiona ho rychle ošetří pomocí tinktury z třemdavy a s Harrym zabezpečí místo úkrytu ochrannými kouzly. Od té chvíle se musí stále přemisťovat a stanovat v lesích. Tíživá situace (navíc podporována mocí viteálu) vyústí v hádky s Ronem, který následně Harryho a Hermionu opustí. Sami dva se rozhodnou navštívit Godrikův důl – Harryho rodiště a místo, kde Harry přišel k jizvě na čele. Najdou tady hrob Harryho rodičů a poblíž něj i hrob kouzelníka Ignota Peverella s tajemným symbolem, který Hermiona našla v knize bajek od Brumbála, a který byl stejný jako ten, kvůli němuž se dříve na svatbě pohádal Viktor Krum s otcem Lenky Láskorádové Xenofiliusem. Nachází taky pomník slavného vítězství nad Voldemortem a rozbořený dům, kde Voldemort zavraždil jeho rodiče a přišel o svou moc.
Potkávají starou čarodějku Batyldu Bagshotovou, která je pozve domů. Harry si vzpomíná na rozhovor ze svatby, kde Ronova teta Muriel pomlouvala Brumbála. Zmiňovala se o Batyldě jako o rodinné přítelkyni Brumbálových. To v něm vzbudí důvěru a otupí jeho obezřetnost. Batylda chce s Harrym mluvit o samotě, a tak s ním jde do podkroví. Tam se ale vzápětí změní ve Voldemortova hada Naginiho a napadne Harryho. Díky zásahu Hermiony oba v poslední chvíli Voldemortovi uniknou, přičemž se ale zlomí Harryho kouzelná hůlka.
Harry stále častěji pociťuje jisté spojení mezi svou a Voldemortovou myslí. Mívá vidění, kde je Voldemortem a vraždí další a další kouzelníky. Cítí nesnesitelné bolesti hlavy a vycítí, kdy je pán zla rozzuřený. To mu dává možnost nahlédnout do jeho plánů.
Harry a Hermiona dále stanují v různých lesích a neustále se přesunují. Harry jednou při hlídkování uvidí Patrona v podobě laně, která jej zavede k zamrzlému jezírku, na jehož dně je meč Godrika Nebelvíra, jeden z mála artefaktů schopných zničit viteál – medailon. Ten Harryho při pokusu vyzvednout meč z jezírka málem uškrtí, jelikož ví, že může být brzo zničen. V posledním okamžiku je ale Harry zachráněn Ronem, který se zde zčistajasna objeví. Harry Rona přiměje, aby viteál zničil on. Ten se zdráhá, ale nakonec na to přistoupí. Medailon se kouzlem brání. Vyčaruje vše, čeho se Ron bojí – pavouky, jeho milovanou Hermionu v objetí Harryho, promlouvá o tom, jak ho rodiče nechtěli a jak je neoblíbený. Nakonec ale mečem medailon rozsekne a nadobro jej zničí.

### Relikvie smrti
Opět sjednocené trio se vydá navštívit otce Lenky Láskorádové Xenophiliuse Láskoráda, aby se dozvěděli víc o symbolu na hrobě. Zjistí, že jde o symbol Relikvií smrti – neporazitelné kouzelné hůlky, kamene schopného vzkřísit mrtvé, a neviditelného pláště (který shodou okolností Harry již sedm let vlastní). Jejich rozhovor ukončí Smrtijedi, které Xenofilius Láskorád přivolal v naději, že mu po dopadení Harryho vrátí Lenku, kterou za tím účelem Smrtijedi unesli.
Triu se opět podaří uniknout, ale z důvodu Harryho nepozorností jsou brzy potom zajati a uvězněni v Malfoy Manor, domě Malfoyů, kde se ve sklepní kobce setkají s Lenkou Láskorádovou, výrobcem hůlek Ollivanderem a skřetem Griphookem. Podaří se jim uniknout díky pomoci skřítka Dobbyho, který je ale zabit Bellatrix Lestrangeovou. Harrymu se podaří v souboji s Dracem Malfoyem získat jeho hůlku.
Všichni najdou útočiště v Lasturové vile, domě patřícím Billovi a Fleur. Tam se dozví od Ollivandera, že neporazitelná hůlka skutečně existuje, a zjistí, že právě po ní Voldemort pase ve snaze pojistit si Harryho smrt. Vyjde najevo, že posledním majitelem hůlky byl Brumbál. Harry se rozhodne dát před hůlkou přednost hledání viteálů, a Voldemort hůlku úspěšně ukradne z Brumbálova hrobu.
Harry, Ron a Hermiona se dohodnou s Griphookem, že jim výměnou za Nebelvírův meč pomůže vloupat se do banky Gringottových, kde je v trezoru Lestrangeových další Voldemortův viteál – pohár Helgy z Mrzimoru. Z banky utíkají na hřbetě draka. Voldemort konečně zjišťuje, že jsou jeho viteály ohroženy, a vydává se zkontrolovat jejich zabezpečení. Harry vše vidí díky svému spojení s Voldemortem, a zároveň poznává, že další viteál je v Bradavicích.

### Bradavice
Trojice se vydává do Prasinek, kde se potkají s Aberforthem Brumbálem, bratrem Albuse Brumbála, který jim vypráví o Brumbálově minulosti, jeho přátelství s černokněžníkem Grindewaldem a smrti jeho matky a sestry. V Bradavicích se všichni setkávají s členy „Brumbálovy armády“ a zjišťují, že dalším viteálem je diadém (zdobená čelenka) Roweny z Havraspáru.
Ron a Hermiona se vrátí do Tajemné komnaty, kde s pomocí zubů mrtvého baziliška zničí pohár a poté se políbí. Potom se s Harrym vydají do Komnaty nejvyšší potřeby, kde Voldemort v hromadě schoval Roweninu korunu. V komnatě se setkají s Malfoyem, Crabbem a Goylem; Crabbe na ně sešle pomocí černé magie kouzlo Zložár, který zničí vše v místnosti včetně viteálu. Hermiona poté vysvětlí ostatním, že viteály bylo možno ničit i černou magií, k čemuž se z pochopitelných důvodů neodvážila. Trio unikne spolu s Malfoyem a Goylem, Crabbe padne za oběť ohni. V bitvě se Smrtijedy zároveň umírá Fred Weasley.
Harry vycítí, že Voldemort je i se svým hadem v Chroptící chýši. Proplíží se tam tajnou chodbou právě včas, aby vyslechl jeho rozhovor se Snapem. Toho Voldemort zabije v domnění, že tak bude neporazitelná bezová hůlka skutečně jeho, neboť až dosud mu nepředvedla svou plnou sílu. Umírající Severus Snape předá Harrymu vzpomínky, z nichž vyplývá, že byl vždy na straně Brumbála. A zabití Brumbála bylo součástí plánu. Albus Brumbál byl při hledání viteálů zraněn černou magií na ruce, když si pod vlivem silného kouzla navlékl Voldemortův prsten. Brumbál pomalu umíral, což nikdo kromě něj a Snapea nevěděl, a jeho blízká smrt byla nevyhnutelná. Využil proto se Snapem tento fakt a sehráli divadlo, po kterém nikdo nepochyboval, že Snape je na straně zla. Ve vzpomínkách se Harry mimo jiné dozvídá i o vztahu mezi Snapem a svou matkou Lilly. Snape byl do ní zamilovaný, prosil Voldemorta, aby ji ušetřil, a po její vraždě přešel na stranu Brumbála. Také se dozvídá, že do něj při Voldemortově vražedném pokusu přešla část jeho duše, a tudíž, že se tak stal neplánovaným viteálem. Ke zničení Voldemorta je tedy nutné zničit i sebe.
Harry odevzdaně odchází na setkání s Voldemortem a v dědictví od Brumbála objevuje poslední Relikvii smrti – kámen schopný přivolat mrtvé. S jeho pomocí vyvolá své rodiče, Siriuse Blacka a Lupina (který zahynul spolu s Tonksovou v předcházející bitvě se Smrtijedy). Ti mu dodají odvahu se beze zbraně střetnout s Voldemortem.
Po Voldemortově smrtící kletbě se Harry probouzí v prostoru podobném nádraží. Setkává se tam s Brumbálem, který mu vysvětluje, že Voldemort svým kouzlem zabil jen část své duše v Harrym, který může žít dál, a dokončit tak svůj úkol. Harry se opět probouzí, a předstíraje mrtvého, je vynesen Smrtijedy před Bradavice.
Obránci Bradavic jsou zdrceni, Neville se ale Voldemortovi postaví. Ten jej chce potupit a nasazuje mu zapálený Moudrý klobouk, z nějž ovšem Neville (stejně jako Harry v druhém dílu) vytáhne Nebelvírův meč a zabije Voldemortova hada – poslední viteál. Bitva se opět rozproudí. Harry naposledy konfrontuje Voldemorta a vysvětluje mu, že Snape Brumbála ve skutečnosti neporazil, neboť jeho zabití bylo dohodnuté, a Voldemort tudíž není skutečným pánem hůlky. Voldemort se přesto pokusí Harryho zabít, smrtící kouzlo se ale obrátí proti němu.
V epilogu příběhu vypravují Harry a Ginny do Bradavic své tři děti: Jamese, Albuse Severuse a Lilly. Ron a Hermiona mají děti dvě: Rose a Huga. Teddymu Lupinovi je 19 let a již školu vyšel. Draco Malfoy se v epilogu objevuje se svou ženou a dítětem (Scorpius Malfoy), Neville Longbottom je v Bradavicích profesorem.

## Plány do budoucna
Ačkoliv se Rowlingová v minulosti vehementně bránila dalšímu pokračování, naznačila, že sedmý díl nemusí být posledním, ale hned po vyřčení tento nápad vyvrátila. Důvod nakonec podala takový, že Harry Potter je součástí jejího života a některé části si chce nechat jen pro sebe.
Spisovatelka také v rozhovoru pro BBC řekla, že plánuje napsat encyklopedii o všech postavách z Bradavic, o použitých kouzlech a místních jménech, tzv. osmý díl.
V den autorčiných a Harryho narozenin, 31. července 2016 vyšla kniha Harry Potter and the cursed child (Harry Potter a prokleté dítě) o dětech Harryho Pottera, který je již dospělým a skvělým vedoucím oddělení bystrozorů na ministerstvu kouzel. Zároveň byla hra uvedena na prkna Brodwaye.